# Coronado Motel
Le Coronado Motel est un motel américain situé à Pueblo, dans le Colorado. Construit dans l'architecture Pueblo Revival dans les années 1940, il est inscrit au Registre national des lieux historiques sous le nom de Coronado Lodge depuis le 30 mars 2020.